# Кальпурния
Кальпу́рния (лат. Calpurnia; родилась, предположительно, около 76 года до н. э., Римская республика — умерла после 44 года до н. э.) — римская матрона из плебейского рода Кальпурниев Пизонов, третья и последняя супруга Гая Юлия Цезаря.

## Происхождение

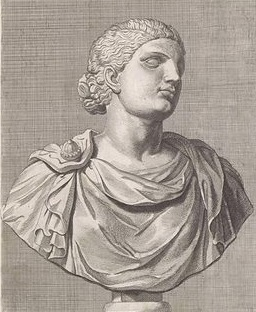
Бюст, возможно принадлежащий Кальпурнии.

Кальпурния принадлежала к плебейскому роду, происходившему, согласно поздним генеалогиям, от Кальпа — мифического сына второго царя Рима Нумы Помпилия; к Нуме возводили свои родословные также Пинарии, Помпонии и Эмилии. Её родным отцом был Луций Кальпурний Пизон Цезонин, консул 58 года до н. э.., а матерью — дочь Рутилия Нуда, префекта Марка Аврелия Котты, разбитого митридатовым флотом у Халкедона. Вполне возможно, что дед Кальпурнии по материнской линии тождественен некоему Рутилию, упоминаемому Аппианом, которого Луций Корнелий Сулла послал для переговоров с мятежным Фимбрией накануне самоубийства последнего. Кроме того, по матери Кальпурния приходилась дальней родственницей Аврелии, матери Цезаря, а также Помпея Великого.
Дата рождения Кальпурнии неизвестна. Замуж она вышла в 59 году до н. э. Поскольку это был её первый брак, а девушки в Риме выдавались замуж обычно в возрасте 15—16 лет, то можно предположить, что она родилась около 76 года до н. э.
Точно установленных изображений Кальпурнии не осталось, но ей приписывают один бюст.

## Брак
Кальпурнию выдали за Цезаря в 59 году до н. э. Сразу после замужества её отец стал, по протекции зятя, консулом вместе с Авлом Габинием.
Данных о Кальпурнии очень мало. Известно, что в браке Цезарь не был постоянен, имел большое количество побочных связей. Однако на неплохие отношения между супругами наводит тот факт, что накануне своей гибели (после 15 лет брака) Цезарь всё ещё ночует на женской стороне своего дома.

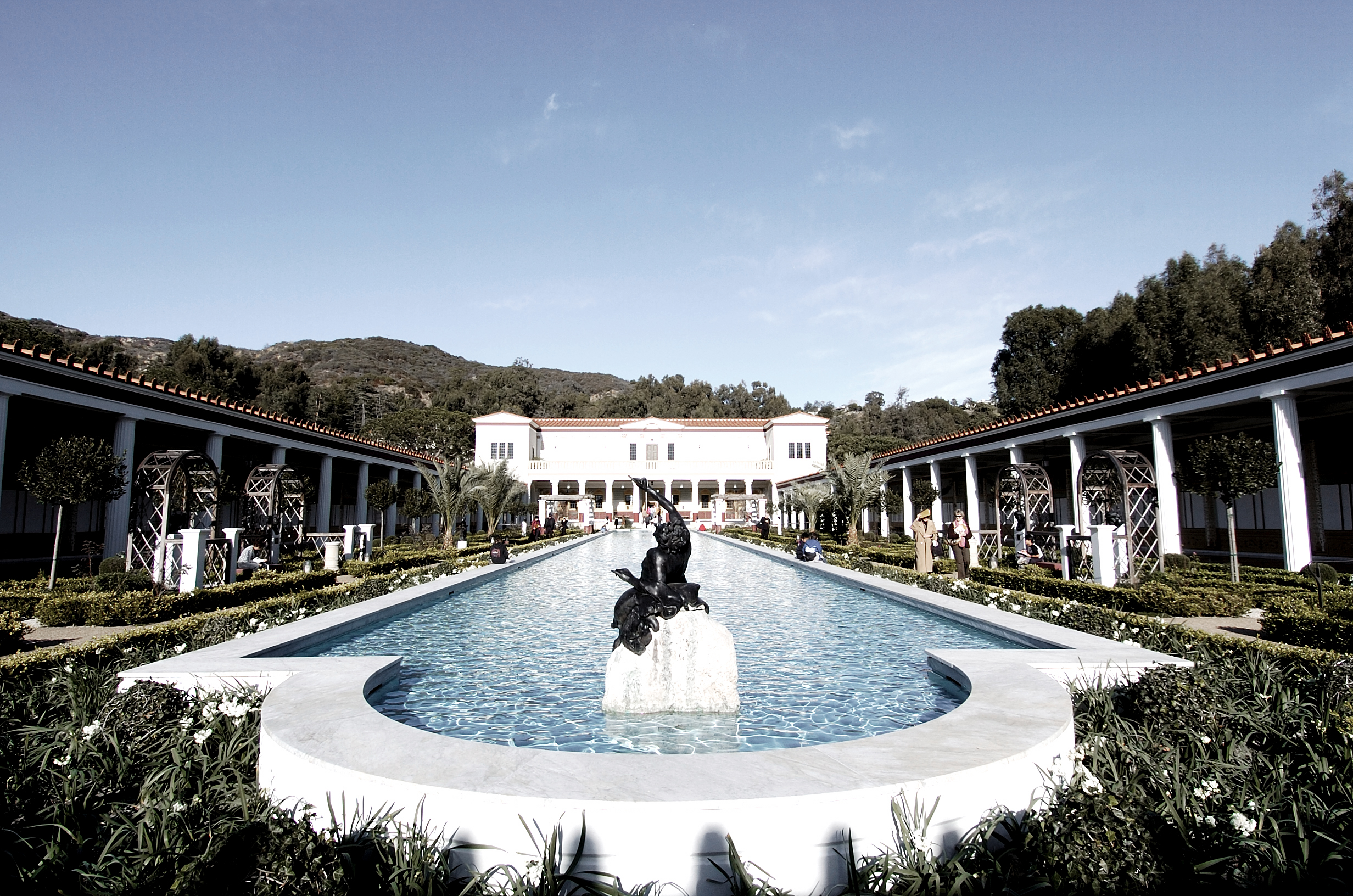
Современное воспроизведение Виллы папирусов в Геркулануме, где, возможно, провела большую часть своей жизни Кальпурния.

По многочисленным свидетельствам, ночью, накануне смерти Цезаря, Кальпурния видела сон, в котором:
- «…её дом рушился, а Цезарь, раненый несколькими мужчинами, скрывался от них в её лоне» (Дион Кассий, «Римская история», XLIV, 17)
- «…фронтон её дома обвалился, а её муж был заколот у неё на руках» (Светоний, «Жизнь двенадцати цезарей», «Божественный Юлий», 81)
- «…её муж плыл по реке в крови» (Аппиан, «Гражданские войны», II, 125)
- «…она держала своего мужа на руках и оплакивала его» (Плиний, «Цезарь», XIV)

Проснувшись, Кальпурния отговаривала Цезаря идти в сенат, но он проигнорировал её просьбы. Через несколько часов Цезарь был убит в сенате.
Дальнейшая судьба Кальпурнии неизвестна. Скорее всего, вновь замуж она не вышла, и детей у неё не было. Жила она в Геркулануме в достатке и почёте, поскольку род Кальпурниев был богат. Единственное письменное упоминание о ней после смерти Цезаря — надгробная надпись вольноотпущенницы Икадионы, найденной в Геркулануме, на могиле которой написано, что она служила Кальпурнии, жене божественного Цезаря. Эта надпись датируется 42 годом до н. э., через два года после того, как Кальпурния овдовела.

## Образ в культуре
В фильме 1953 года «Юлий Цезарь» роль Кальпурнии исполнила Грир Гарсон.
В фильме 1963 года «Клеопатра» роль Кальпурнии исполнила Гвен Уотфорд.
В фильме 1964 года «Так держать, Клео» роль Кальпурнии исполнила актриса Джоан Симс.
В фильме 1999 года «Клеопатра» роль Кальпурнии исполнила Кэролайн Лэнгриш.
В фильме 2002 года «Юлий Цезарь» роль Кальпурнии исполнила Валерия Голино.
В телесериале «Рим» (2005—2007) роль Кальпурнии исполнила Хейдн Гуинн.

## Память
В честь Кальпурнии назван астероид Кальпурния, открытый в 1980 году.

## Ссылка
- Asconius online on Attalus.org